# Nederlandse Vereniging van Poststukken- en Poststempelverzamelaars
De Nederlandse Vereniging van Poststukken- en Poststempelverzamelaars (vaak afgekort tot Po&Po) is een landelijke vereniging voor filatelisten die postale documenten verzamelen: echt gelopen enveloppen en prentbriefkaarten met postzegels en poststempels, postwaardestukken, door de post gebruikte formulieren, enzovoort.
De vereniging is in 1946 ontstaan door een fusie van de Nederlandse Vereniging van Poststukkenverzamelaars en de Nederlandse Vereniging van Poststempelverzamelaars en telt ca. 650 leden.
De meeste leden zijn geïnteresseerd in de postgeschiedenis van Nederland, maar er zijn ook buitenlandverzamelaars bij de vereniging aangesloten.

## Organisatie
De dagelijkse leiding berust bij een bestuur, dat wordt gekozen door en uit de leden. Buiten de zomermaanden vergadert de vereniging maandelijks in Ede. De vergaderingen worden soms gecombineerd met een lezing of een verenigingsveiling.
Binnen de vereniging is een aantal groepen actief die zich bezighouden met een gezamenlijk interessegebied, zoals de Nederlandse postgeschiedenis, postmechanisatie of bepaalde typen stempels.
Leden van de vereniging kunnen zich opgeven voor de rondzendingen. Zij ontvangen dan regelmatig een doos met postale documenten waar ze tegen betaling uit kunnen kiezen. Daarna moeten ze de doos doorsturen naar de volgende op de lijst.

## Publicaties
De leden ontvangen twee keer per jaar het tijdschrift De Postzak met artikelen over poststukken, poststempels en posthistorie, geschreven door leden van de vereniging.
Voor informatie over de gang van zaken in de vereniging en nieuwe ontwikkelingen bij de Nederlandse postdienst is er het Verenigingsnieuws, dat vier keer per jaar verschijnt.
De vereniging geeft regelmatig boeken uit. De boeken uit de reeks ‘Posthistorische Studies’ zijn voor de leden gratis. Het zijn monografieën over bijvoorbeeld de Nederlandse posttarieven, de gevolgen van de Tweede Wereldoorlog voor het postverkeer, luchtpostroutes en padvinderspost. Een compleet overzicht staat op de website van de vereniging.
In 2007 en 2013 verschenen de eerste twee delen van de reeks Postmerken & Postinrichtingen in Nederland tot 1871 (in de wandeling PEP), een lijst van postinrichtingen met de merktekens (geschreven en gestempeld) die zij op de post aanbrachten. Een derde deel is in voorbereiding.
De vereniging heeft de eigendom verworven van de ‘Geuzendam-catalogus’ van postwaardestukken van Nederland en Overzeese Rijksdelen, en brengt hier regelmatig updates van uit welke op de website worden gepubliceerd.